# Реакція нейтралізації
Реа́кція нейтраліза́ції (від лат. neuter — ні той, ні інший) — реакція взаємодії кислоти з основою, в результаті якої утворюються сіль та вода, один з типів кислотно-основних реакцій. 
Будь-яка реакція нейтралізації зводиться до взаємодії іонів {\displaystyle {\ce {H+}}} та {\displaystyle {\ce {OH-}}} з утворенням  малодисоційованого електроліту Н2О.
Наприклад:
{\displaystyle {\ce {HCl + NaOH = NaCl + H2O}}}
В іонному вигляді рівняння записують так:
{\displaystyle {\ce {H+ +OH- = H2O}}}
Розчин стає нейтральним, якщо були взяті сильні кислоти і основи.

## Приклади
Взаємодія слабкої кислоти і сильної основи:
{\displaystyle {\ce {CH3COOH + NaOH -> CH3COONa + H2O}}}
Взаємодія сильної кислоти зі слабкою основою:
{\displaystyle {\ce {HNO3 + NH4OH -> NH4NO3 + H2O}}}
Реакція слабкої кислоти і слабкої основи:
{\displaystyle {\ce {CH3COOH +NH4OH -> CH3COONH4 + H2O}}}

## Застосування
Нейтралізація лежить в основі низки найважливіших методів титриметричного аналізу — ацидиметрії.